# Armindo Avelino de Santana
Armindo Avelino de Santana, auch genannt Biriba, (* 10. November 1938 in Itapuã; † 25. Oktober 2006 in Cajazeiras) war ein brasilianischer Fußballspieler. Er wurde auf der Position eines Stürmers eingesetzt. Er war 1959 Teil der Mannschaft des EC Bahia, welche die erste inoffizielle brasilianische Fußballmeisterschaft Taça Brasil gewann.

## Karriere
Biriba begann das Fußballspiel in seiner Heimatstadt beim Beachsoccer. Freunde empfahlen ihm zu einem Fußballklub zu gehen. 1954 ging für ein Probetraining zum EC Bahia und blieb. 1957 gelang ihm der Sprung in den Profikader des Klubs aus Salvador (Bahia). Bahia unternahm zu der Zeit auch Reisen nach Europa. Dabei gelang der Elf am 20. Juli 1957 ein besonderer Erfolg. Gegen Benfica Lissabon erreichte man einen 4:1–Sieg, bei dem Biriba den letzten Treffer beisteuerte. Im Jahr darauf wurde er Stammspieler der Startelf. Er spielte vorzugsweise als rechter Außenstürmer, um für seinen Sturmpartner Marito Platz zu schaffen wechselte er auf die linke Seite.
Mit Bahia konnte er 1958 die Staatsmeisterschaft von Bahia gewinnen. Ein Erfolg, den er hier noch fünf Mal feiern konnte. Mit dem 58er Sieg qualifizierte sich der Klub für die erste Ausgabe der Taça Brasil. In dem Wettbewerb 1959 erreichte Bahia die Finalspiele, wo es auf eine zu der Zeit besten Mannschaften, den FC Santos mit dem Weltklassespieler Pelé traf. Im Hinspiel bei Santos am 10. Dezember gelang Bahia ein 2:3–Sieg. Das Rückspiel bei Bahia am 30. Dezember konnte Santos mit 0:2 für sich entscheiden. Somit musste die Entscheidung in einem dritten Spiel herbeigeführt werden. Dieses fand am 29. März 1960 auf neutralen Platz im Maracanã (Rio de Janeiro) statt. Auch wenn Santos ohne Pelé antreten musste, galt die Auswahl als hervorragend besetzt und Coutinho konnte in der 27. Minute Bahias Torwart Nadinho bezwingen. Danach war Santos nicht mehr erfolgreich. Dafür allerdings Bahia mit Vicente (37.), Léo Briglia (46.) und Alencar (76.). Durch das 3:1 gewann der EC Bahia die erstmals ausgetragene Taça Brasil.
Durch den Titelgewinn in der Taça Brasil war Bahia der erste brasilianische Klub, welcher an einer Ausgabe der Copa Libertadores teilnahm. In der Ausgabe 1960 traf man in der ersten Runde auf San Lorenzo de Almagro aus Argentinien. Nach Hin- und Rückspiel stand 5:3 für die Argentinier und Bahia schied aus. Ein Tor gelang Biriba nicht. Bei der Austragung 1964 trat er nochmals mit dem Klub in dem Wettbewerb an, wieder scheitere man in der Qualifikation (0:0 und 1:2 gegen Deportivo Italia). Nach elf Jahren beendete Biriba 1968 seine aktive Laufbahn bei Bahia. Mit 113 Toren im Gepäck ist er der zehnterfolgreichste Torschütze des Klubs (Stand: 4. Juni 2021).

### Trivia
In seiner Spielweise wurden besonders seine ausgezeichnete Technik, Dribblings und hohe Einsatzbereitschaft hervorgehoben. Für Letzteres wird oft das Halbfinale der Taça Brasil 1959 gegen CR Vasco da Gama herangezogen. Nach einer Kopfverletzung, welche ihm Vasco Spieler Paulinho beibrachte, spielte er mit verbundenem Kopf weiter.
Nach seiner aktiven Laufbahn leitete Biriba das städtische Stadion in seiner Heimatstadt Itapuã (Beginn und Ende unbekannt). Er verstarb am 25. Oktober 2006 im Alter von 68 Jahren im Krankenhaus Jaar Andrade, in der Nähe von Cajazeiras (Salvador), nachdem er vier Herzstillstände erlitten hatte. Biriba wurde auf dem Friedhof von Itapuã beigesetzt. An der Zeremonie nahmen auch Bahias Präsident, Petrônio Barradas, teil.

## Erfolge
Bahia
- Staatsmeisterschaft von Bahia: 1958, 1959, 1960, 1961, 1962, 1967
- Taça Brasil Meister: 1959
- Taça Brasil Vize-Meister: 1961, 1963
- Torneio Amizade: 1959
- Torneio Quadrangular de Salvador: 1960, 1961–I, 1961–II
- Taça Walter Passos: 1962
- Torneio Início da Bahia: 1964, 1967